# Huashixia (köpinghuvudort i Kina, Qinghai Sheng, lat 35,12, long 98,80)
Huashixia (kinesiska: 花石峡, 花石峡镇) är en köpinghuvudort i Kina. Den ligger i provinsen Qinghai, i den nordvästra delen av landet, omkring 320 kilometer sydväst om provinshuvudstaden Xining. Antalet invånare är 4 190. Befolkningen består av 2 067 kvinnor och 2 123 män. Barn under 15 år utgör 27,0 %, vuxna 15-64 år 67 %, och äldre över 65 år 4,0 %.
Trakten runt Huashixia är nära nog obefolkad, med mindre än två invånare per kvadratkilometer. Trakten runt Huashixia består i huvudsak av gräsmarker.